# Галургія
Галургія (від дав.-гр. άλς — «сіль» та έργσν — «справа», буквально — «соляна справа») — галузь хімічної технології, в якій вивчають способи видобутку, збагачення та комплексної переробки солей з природних або штучних водних розчинів.
У вузькому сенсі до галургії відносять переробку мінеральних солей. Сировиною для галургічного виробництва слугують морська вода, відкладення морських солей аридних зон, а також озерні й підземні розсоли.
Прикладною задачею галургії є проєктування калійних, соляних і сульфатних підприємств; проєктування підприємств з видобування і переробки гірничо-хімічної сировини: сульфату натрію, фосфоритної, магнійвмісної сировини, природних солей і ін.
Виробництво солі є однією з найстаріших галузей хімічної промисловості.